# Hanuy Ferenc
Hanuy Ferenc (Pécs, 1867. március 9. – Pécs, 1953. május 1.) egyetemi tanár, kanonok.

## Élete
A középiskoláit a pécsi cisztercita gimnáziumban, a teológiát a pécsi szemináriumban végezte, illetve 1886-tól a Pázmáneum növendéke volt. 1890-ben Bécsben pappá szentelték. 1891-től püspöki szertartó volt. 1898-tól az egyházjog és egyháztörténet tanára a pécsi szemináriumban. 1906-tól a budapesti egyetem hittudományi karán az egyháztörténet, 1908-tól az egyházjog nyilvános rendes tanára. 1910-1911-ben és 1915-1916-ban a hittudományi kar dékánja volt. 1920-1921-ben a Pázmány Péter Tudományegyetem rektora. 1923-tól pécsi kanonok és a szeminárium kormányzója, ekkor lemondott egyetemi tanári állásáról. 
1911-től gyerőmonostori címzetes apát, 1927-től pápai prelátus, 1940-től apostoli protonotárius. 1915-ben a Szent István Akadémia alapító tagja.
A Pécsi Dunántúl szerkesztőbizottságának elnöke. 1900-1902 között a Pécsi Közlöny szerkesztője. A Mecsek Egyesület választmányi tagja. 1913-1914 között a Religió szerkesztője.
A pécsi központi temetőben nyugszik.

## Művei
- 1903 Katolikus egyetem Pécsett. Pécsi Püspöki Intézet Értesítője 1902/03.
- 1903 A keresztség kiszolgáltatása az egyházjog és a magyar közjog szempontjából. Pécs.
- 1904 A vegyes házasságokra vonatkozó tételes jog és gyakorlati eljárás. Pécs.
- 1904 A vegyes házasságok jogtörténete, különös tekintettel Magyarországra. Pécs.
- 1905 A pápa szuverénsége jogi szempontból. Pécs.
- 1905 A vallásváltoztatás az egyházjog és a magyar államjog szerint. Pécs.
- 1907 A parthogenesis első nyomai az őskeresztény írók műveiben. Budapest.
- 1910-1911 Pázmány Péter bíbornok, esztergomi érsek, Magyarország prímása összegyüjtött levelei I-II. Budapest.
- 1912 A jegyesség és házasságkötési forma kifejlődése a Ne temere dekrétumig. Budapest.
- 1918 70 éves küzdelem az autonómiáért. Budapest.
- 1918 A katolikus autonómia főbb problémái. Budapest.
- 1920 A pápa szuverénsége. Rektori székfoglaló. Budapest.
- 1921 A közületek jogállása és az egyetemek. Ünnepi beszéd. Budapest.
- 1922 Álapostoli kánongyűjtemények az első 3 századból. Budapest.